# 1910 en Nouvelle-Écosse
Chronologie de la Nouvelle-Écosse
- 1906
- 1907
- 1908
- 1909
- 1910
- 1911
- 1912
- 1913
- 1914

Cette page concerne des événements d'actualité qui se sont produits durant l'année 1910 dans la province canadienne de la Nouvelle-Écosse.

## Politique
- Premier ministre : George H. Murray
- Chef de l'Opposition :
- Lieutenant-gouverneur : Duncan Cameron Fraser puis James Drummond McGregor
- Législature :

## Naissances
- 26 novembre : Aileen Meagher (née à Halifax et décédé le 2 août 1987) est une athlète canadienne spécialiste du sprint. Affiliée au Silverwood Ladies Track Club, elle mesurait 1,68 m pour 55 kg.